# Кузнецы (фильм)
«Кузнецы» (фр. Les Forgerons, 1895) — немой документальный короткометражный фильм; один из первых фильмов, снятых братьями Люмьер.

## Сюжет
В фильме показана работа пары кузнецов — один бьёт молотом по заготовке, а другой вращает ручку ручного насоса. В самом конце фильма появляется третий человек и наливает одному из кузнецов попить.

## Интересные факты
- Фильм был показан пятым на знаменитом первом платном люмьеровском киносеансе из десяти фильмов в Париже в подвале «Гран-кафе» на бульваре Капуцинов 28 декабря 1895 года[1][2].